# William Taormina
William Taormina (Roma, 27 marzo 1976) è un traduttore italiano.

## Biografia
Figlio del pianista e arrangiatore Cal Taormina e di madre americana, è un traduttore freelance specializzato nella traduzione di testi in ambito enogastronomico. Bilingue fin dalla nascita in italiano e inglese, ha completato una formazione scientifica maturando un'importante esperienza professionale a livello internazionale nel campo delle politiche europee sulla sicurezza alimentare.
Queste competenze gli hanno permesso di sviluppare una solida padronanza nella traduzione tecnica. È conosciuto per la sua capacità di adattare con precisione e sensibilità linguistica testi complessi, mantenendo intatta la coerenza culturale e comunicativa della tradizione gastronomica italiana nel contesto globale.

## Collaborazioni
Collabora con cantine vinicole, birrifici artigianali, consorzi di tutela, cooperative agricole, agenzie di comunicazione ed eventi specializzati nel settore food & beverage. Le sue traduzioni sono utilizzate in fiere internazionali, guide del settore e pubblicazioni promozionali.

## Pubblicazioni
È particolarmente noto per la traduzione del libro Leonardo and Wine, scritto da Luca Maroni e pubblicato dalla casa editrice Sens.